# Carlisle (Massachusetts)
Carlisle é uma vila localizada no condado de Middlesex no estado estadounidense de Massachusetts. No Censo de 2010 tinha uma população de 4.852 habitantes e uma densidade populacional de 120,76 pessoas por km².

## Geografia
Segundo o Departamento do Censo dos Estados Unidos, Carlisle tem uma superfície total de 40.18 km², da qual 39.54 km² correspondem a terra firme e (1.6%) 0.64 km² é água.

## Demografia
Segundo o censo de 2010, tinha 4.852 pessoas residindo em Carlisle. A densidade populacional era de 120,76 hab./km². Dos 4.852 habitantes, Carlisle estava composto pelo 89.24% brancos, o 0.41% eram afroamericanos, o 0.02% eram amerindios, o 7.85% eram asiáticos, o 0.02% eram insulares do Pacífico, o 0.45% eram de outras raças e o 2% pertenciam a duas ou mais raças. Do total da população o 2.06% eram hispanos ou latinos de qualquer raça.